# Stazione di Pankow-Heinersdorf
La stazione di Pankow-Heinersdorf è una fermata ferroviaria di Berlino. Sita nel quartiere di Pankow, serve anche il quartiere limitrofo di Heinersdorf.

## Movimento
La fermata è servita dalle linee S 2 e S 8 della S-Bahn.

## Interscambi
- Fermata tram (linea 50)
- Fermata autobus